# Olivier Messiaen
« Messiaen » redirige ici. Pour les autres significations, voir Messiaen (homonymie).
Olivier Messiaen [mɛsjɑ̃], né le 10 décembre 1908 à Avignon (Vaucluse) et mort le 27 avril 1992 à Clichy (Hauts-de-Seine), est un compositeur, organiste et pianiste français.
Son œuvre trouve ses sources dans une profonde ferveur catholique, un goût prononcé pour le plain-chant médiéval, la science du chant des oiseaux, les rythmes indiens (tâla) ainsi que grecs. L'Ascension de 1933, le Quatuor pour la fin du Temps de 1940, les Vingt Regards sur l'Enfant-Jésus de 1944, la Turangalîla-Symphonie de 1946-48, l'opéra Saint François d'Assise et la Messe de la Pentecôte, entre autres œuvres majeures, ont contribué à faire d'Olivier Messiaen l'un des compositeurs les plus influents de la musique contemporaine de la seconde moitié du XXe siècle.
Son enseignement au Conservatoire national supérieur de musique de Paris a également contribué à sa notoriété internationale, notamment par le nombre des élèves qu'il forme et influence.

## Biographie

### Jeunesse et formation

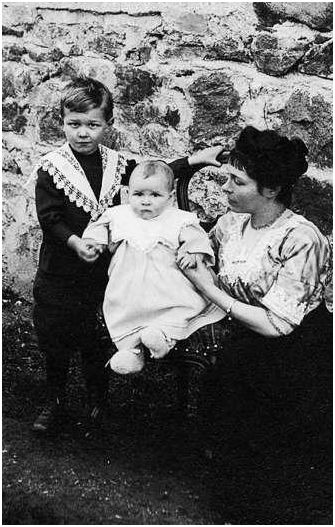
Olivier Messiaen à l'âge de 5 ans avec sa mère Cécile Sauvage et son frère Alain.

Olivier Eugène Prosper Charles Messiaen est né à Avignon, le 10 décembre 1908, premier enfant de Pierre Messiaen (1883-1957), professeur d'anglais et intellectuel catholique, et de la poétesse Cécile Sauvage (1883-1927). Un second enfant naît de cette union, Alain (1913-1990), qui deviendra poète, à l'instar de sa mère. Olivier Messiaen est profondément influencé par les poèmes de sa mère, notamment un recueil intitulé L'Âme en bourgeon ainsi que par les œuvres de William Shakespeare que traduit son père et dont les histoires fantastiques, merveilleuses et sombres le fascinent. Plus tard, le compositeur affirme que, des pièces du grand dramaturge anglais, « J'aimais plus que toute autre Macbeth (pour les sorcières et le spectre de Banquo), aussi bien que Puck et Ariel. »
En 1914 son père est mobilisé et sa mère emmène les deux jeunes garçons à Grenoble pour vivre avec leur oncle. Le jeune Olivier Messiaen met en scène Shakespeare devant son petit frère, dans des décors faits maison à partir de cellophane peinte à l’aquarelle et collée sur des vitres. À cette époque, il acquiert une foi catholique qui ne le quittera plus. Il composera la plupart de sa musique dans cette région de Grenoble, le Dauphiné.
Il commence ses leçons de piano, après avoir fait l'apprentissage de l'instrument en autodidacte. Il est d’abord intéressé par les compositeurs français récents comme Claude Debussy et Maurice Ravel, dont il découvre très vite les Estampes et Gaspard de la nuit. Il demande comme cadeau de Noël des partitions d’opéras de Mozart, Gluck, Berlioz et Wagner. C'est à cette époque qu’il commence à composer. En 1918, son père revient de la guerre, et la famille déménage pour Nantes. Le jeune Olivier, âgé de dix ans, continue néanmoins à suivre des cours de musique. Son professeur d’harmonie, Jean de Gibon, lui fournit la partition de l’opéra Pelléas et Mélisande de Debussy, qui est pour Messiaen une révélation parmi les plus décisives. L’année suivante, son père obtient un poste de professeur au lycée Charlemagne à Paris, et la famille déménage à nouveau.
C’est ainsi qu’en novembre 1920, Olivier Messiaen, âgé de onze ans, entre au Conservatoire national de musique et de déclamation à Paris pour étudier le piano, l'harmonie, l'accompagnement au piano, la composition, l'orgue et l'histoire de la musique. Il a notamment comme professeurs Maurice Emmanuel pour l'histoire de la musique, Marcel Dupré pour l’improvisation et l’orgue, Paul Dukas pour la composition et l’orchestration.

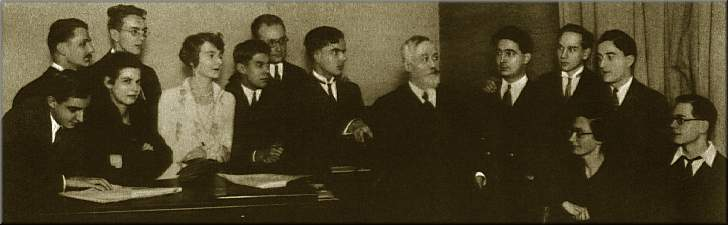
La classe de composition de Paul Dukas au Conservatoire en 1929. Olivier Messiaen est assis à droite.

Il y effectue de brillantes études. En 1924, à l’âge de 15 ans, il obtient un second prix d'harmonie dans la classe de Jean Gallon ; en 1926, la même année que Jean Rivier, il obtient un premier prix de fugue et contrepoint dans la classe de Georges Caussade ; puis en 1927, celui d'accompagnement au piano. En 1928, après avoir suivi les cours de Maurice Emmanuel, il est lauréat d'un premier prix en histoire de la musique. Maurice Emmanuel lui inculque l'intérêt pour les rythmes grecs anciens, et les modes exotiques. Dans cette prestigieuse institution, il étudie en outre l’orgue avec Marcel Dupré, qui lui transmet l’héritage de la tradition des grands organistes français (Dupré avait étudié l'orgue au Conservatoire avec Alexandre Guilmant qui en 1896 avait succédé à Charles-Marie Widor, ce dernier ayant repris la classe d'orgue en 1890 à la mort de César Franck). Messiaen décroche un premier prix en orgue et improvisation à l’orgue en 1929. Après un an de cours de composition avec Charles-Marie Widor, il suit l'enseignement à l’automne 1927 de Paul Dukas, nouvellement chargé de la classe de composition, avec qui il apprend notamment la maîtrise de l’orchestration. Les études de Messiaen au Conservatoire trouvent leur couronnement avec son obtention, en 1930, du premier prix en composition dans la classe de Paul Dukas.

### Maturité et célébrité

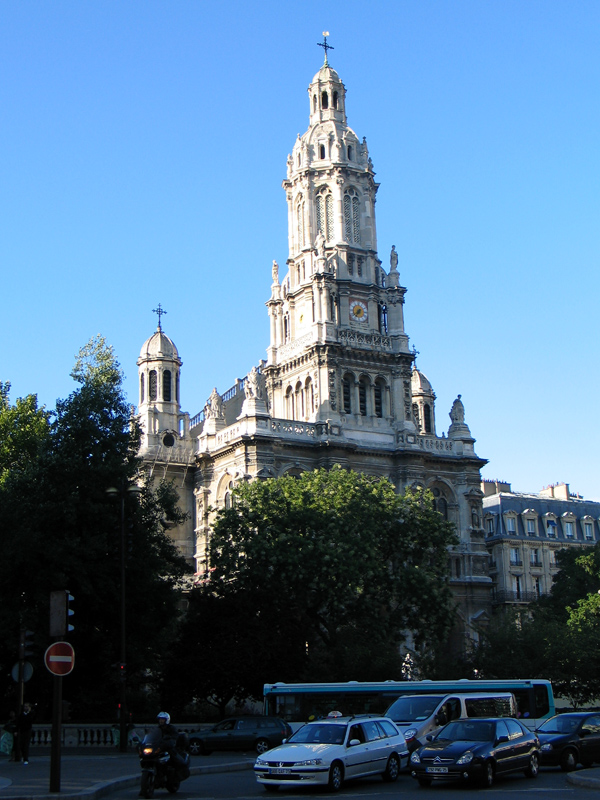
Église de la sainte Trinité (Paris). Messiaen en est l’organiste titulaire durant 61 ans.

Il devient organiste à l’église de la Trinité à Paris à l’âge de 22 ans, succédant ainsi à Charles Quef. L'orgue Cavaillé-Coll sera profondément modifié par la suite, sur sa demande, avec notamment une électrification des notes et des jeux et l'ajout de plusieurs jeux de détail. Il compose de très nombreuses œuvres pour cet instrument sur lequel il improvise pour expérimenter ses idées musicales de composition. Olivier Messiaen se passionne également pour le plain-chant, les rythmes de l'Inde, les chants des oiseaux dont il entreprend la notation et le classement méthodique, l'interaction entre valeurs chromatiques et valeurs sonores. Dès 1928, à l'âge de 20 ans, il fait plusieurs séjours dans la maison de ses tantes paternelles, Marthe et Agnès Messiaen, à Fuligny dans le département de l'Aube. C'est là qu'il compose sept de ses premières œuvres au piano. Il écoute les chants d’oiseaux des bois de Fuligny, qu'il mémorise et transcrit dans sa musique. Passionné par les oiseaux, qui ont inspiré toute sa vie et un grand nombre de ses compositions, il deviendra aussi ornithologue.
Il se marie une première fois en 1932 avec Claire Delbos, née Louise-Justine, une violoniste, dont il a un fils, Pascal-Emmanuel Messiaen (mort le 31 janvier 2020 à Pézenas) qui devient professeur de russe. Claire Delbos terminera ses jours dans un hôpital psychiatrique. De 1936 à 1939 il enseigne à l'École normale de musique de Paris et à la Schola Cantorum de Paris et à la même époque participe à la fondation du groupe Jeune France avec André Jolivet, Daniel-Lesur et Yves Baudrier.

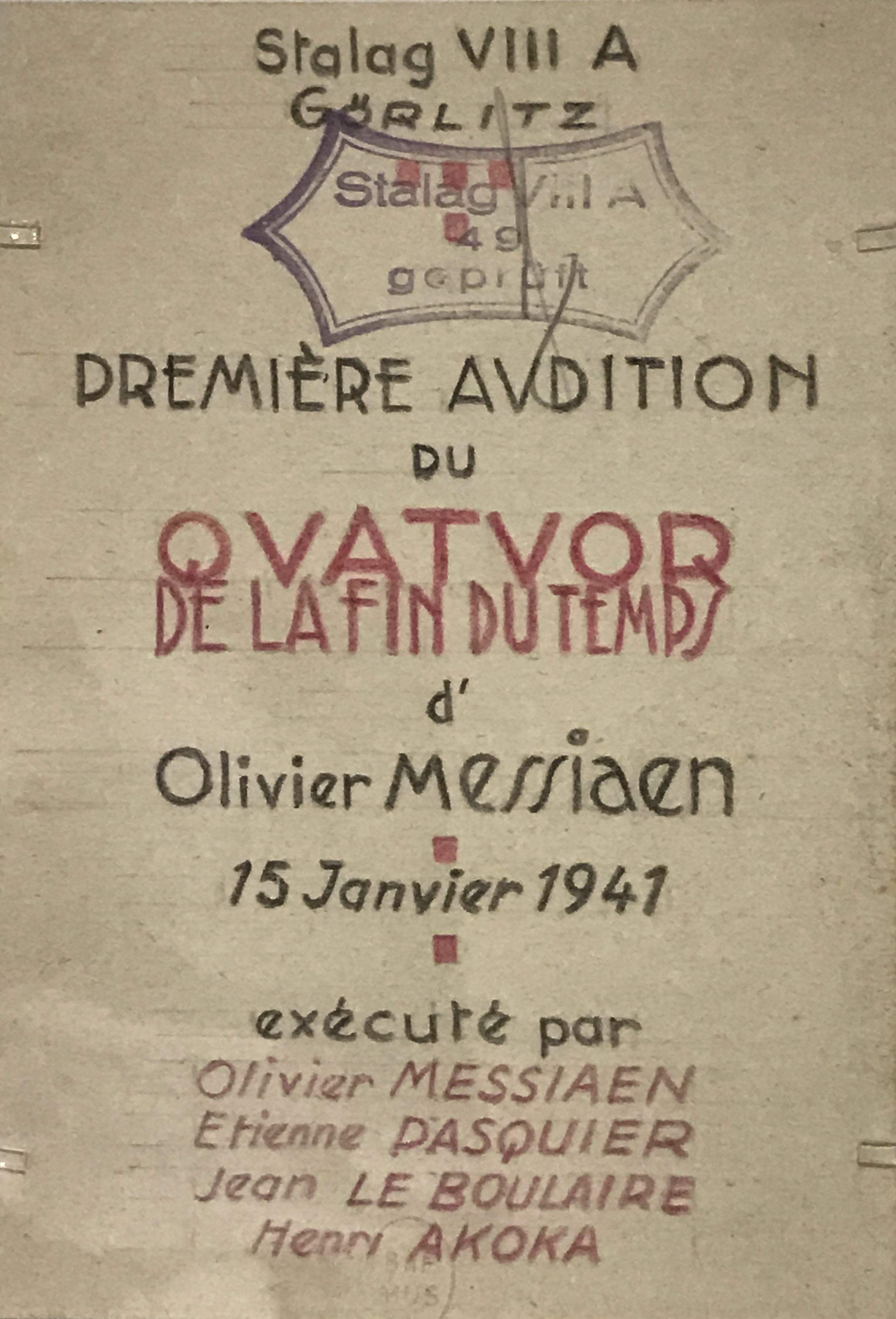
Invitation pour la création du Quatuor pour la fin du Temps réalisée par un détenu du Stalag de Görlitz, janvier 1941.

Au début de la Seconde Guerre mondiale, Olivier Messiaen est mobilisé comme simple soldat. Yves Balmer et Christopher Brent Murray précisent cependant au début de l'article qu'ils lui consacrent que les dates fournies par le compositeur au sujet de cette période ne sont pas conformes à la réalité et établissent qu’en avril-mai 1940 il est « musicien au centre musical et théâtral de la 2e armée » formé par Charles Huntziger, Henri Massis et Xavier de Courville où il rencontre Étienne Pasquier et Henri Akoka. Fait prisonnier, il est envoyé au Stalag VIII-A à Görlitz. Il compose durant sa réclusion son Quatuor pour la fin du Temps. La première est donnée dans le camp le 15 janvier 1941 par un groupe de musiciens prisonniers, la partie du piano étant jouée par le compositeur. Il est libéré en février 1941 d’après Balmer et Brent Murray qui ajoutent qu’en mars 1941, Olivier Messiaen sort de quarantaine et « retrouve rapidement du travail à Vichy » au sein de l’association vichyste Jeune France. C’est dans ce cadre qu’il participe à un spectacle à la gloire de Jeanne d'Arc pour lequel il écrit Chœurs pour une Jeanne d'Arc. Les mêmes historiens ajoutent que le compositeur obtient le poste de professeur d’harmonie au Conservatoire de Paris (encore dirigé par Henri Rabaud), à la suite de l’élection du 25 mars 1941. Les lois antisémites ont écarté de son poste André Bloch, car juif, laissant ainsi une place dès 1940 à Olivier Messiaen. La compositrice Odette Gartenlaub se souvient de l'éviction de Bloch[pertinence contestée].
Au Conservatoire, il rencontre une jeune élève, Yvonne Loriod, qui devient la première et la principale interprète de ses œuvres pour piano. Après le décès de sa première épouse en 1959, il épouse la jeune fille en 1961. Au Conservatoire de Paris, devant l'hostilité d'un corps enseignant passéiste, Messiaen est d'abord professeur de philosophie de la musique, puis, avec l'évolution des années, sa classe d'analyse musicale de renommée mondiale devient officiellement classe de composition en 1966. Il compte parmi ses élèves Pierre Boulez, Pierre Henry, Daniel Charles, Michel Merlet, Marius Constant, Antoine Duhamel, Jean Prodromidès, Gilbert Amy, François-Bernard Mâche, Paul Méfano, Karlheinz Stockhausen, Míkis Theodorákis, Iannis Xenakis, Michaël Levinas, Tristan Murail, Adrienne Clostre, Gérard Grisey, Philippe Fénelon, Michèle Foison, Kent Nagano, George Benjamin, Alain Louvier, Alain Abbott, Erzsébet Szőnyi, Alain Mabit, Jean-Pierre Leguay, Lalo Schifrin, Betsy Jolas, Serge Garant, Gilles Tremblay, Michel Fano, Claude Vivier, Michèle Reverdy et Qigang Chen[réf. souhaitée].
Durant sa carrière, Olivier Messiaen voyage, se produit comme pianiste avec Yvonne Loriod, et enseigne dans divers pays : Argentine, Bulgarie, Canada, États-Unis, Finlande, Hongrie, Italie, Japon.
Il meurt le 27 avril 1992 à l'hôpital Beaujon de Clichy. Il est enterré au cimetière de Saint-Théoffrey, à 35 km de Grenoble, entre Laffrey et La Mure (Isère), village dans lequel il possédait une propriété. Sa stèle, facilement reconnaissable, a été sculptée en forme d'oiseau.

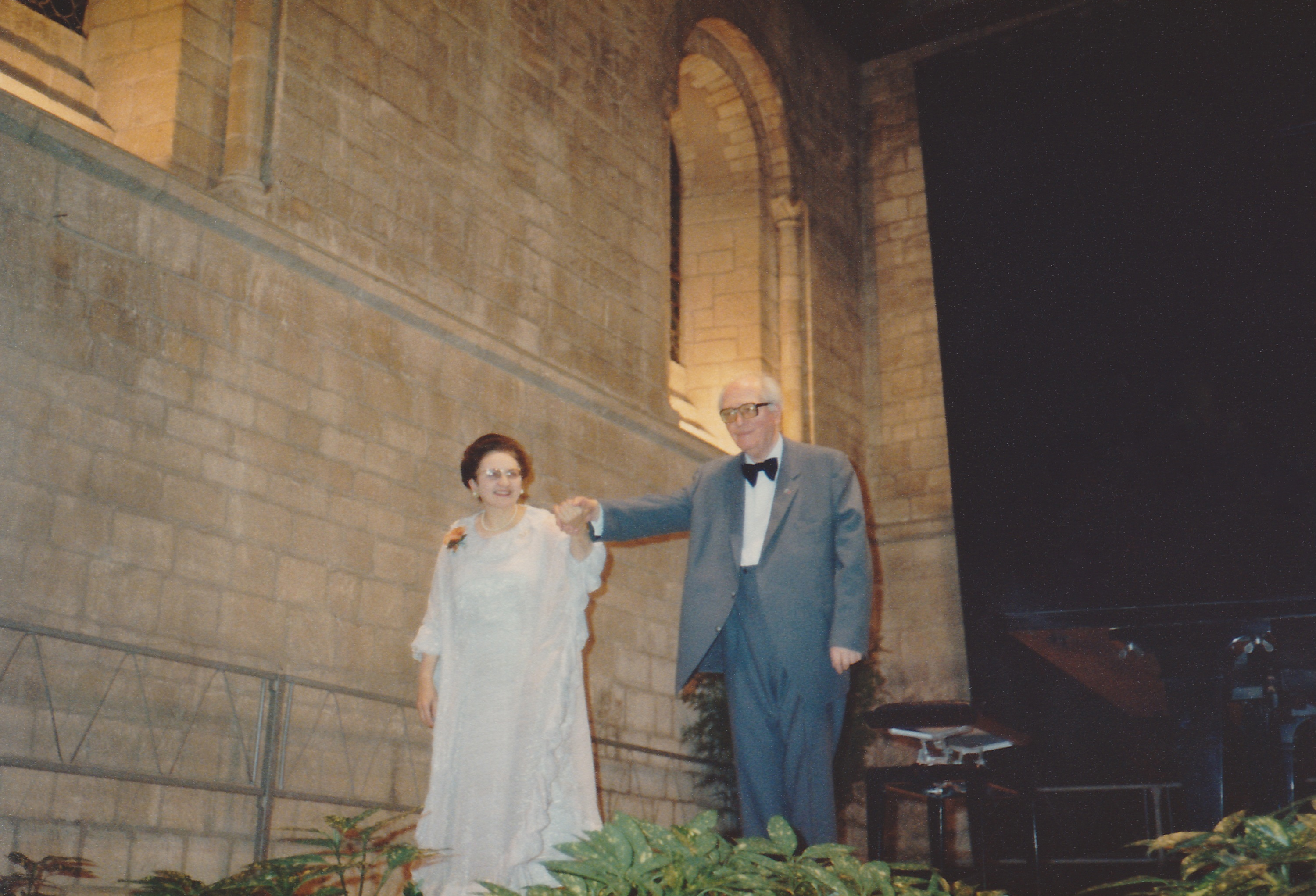
Olivier Messiaen avec Yvonne Loriod en 1982.

## Langage musical

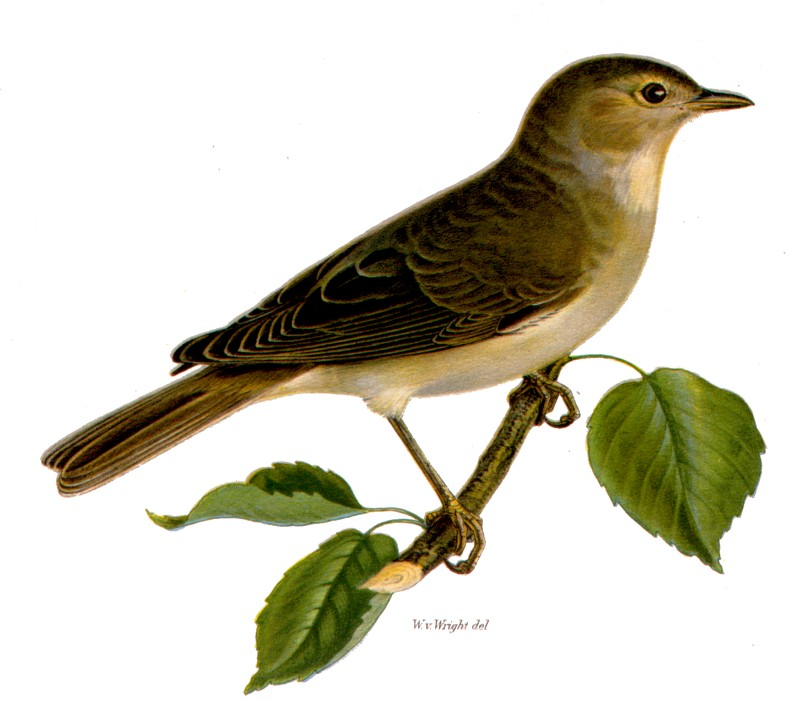
La fauvette des jardins a donné à Messiaen le matériau et le titre de sa Fauvette des jardins pour piano (1970-72).

Le langage musical d'Olivier Messiaen ne peut vraiment être rattaché à une école particulière — même si Messiaen a fait partie du groupe Jeune France avec André Jolivet, Jean Yves Daniel-Lesur et Yves Baudrier. Parmi les éléments caractéristiques de sa musique, on trouve :
- les chants d’oiseaux qu'il enregistrait et transcrivait lui-même, en faisant des recueils complets (Catalogue d'oiseaux pour piano) mais aussi en y faisant référence dans ses autres œuvres ;
- les rythmes, dont les rythmes hindous, en particulier les Deçî-Tâlas, rythmes provinciaux de l'Inde antique, auxquels il fait subir des transformations qui rappellent celles que les contrapuntistes appliquent aux hauteurs : augmentation, rétrogradation, miroir, etc. ;
- les modes à transposition limitée, gammes de notes dont la composition n’est pas changée par une transposition à la tierce mineure (3 transpositions) ou à la tierce majeure (4 transpositions) ou à la quarte augmentée (6 transpositions), alors qu’une gamme habituelle possède douze transpositions possibles toutes différentes ;
- l'inspiration chrétienne d'un très grand nombre de ses œuvres, selon lui sa source d'inspiration la plus essentielle[réf. nécessaire] ;
- la métrique grecque, le plain-chant.

Les travaux d'Yves Balmer, Thomas Lacôte et Christopher B. Murray, fondé sur des études génétiques et une analyse des partitions, ont montré comment Olivier Messiaen composait à l'aide d'éléments mélodiques, harmoniques et rythmiques empruntés à d'autres traditions musicales ou à d'autres compositeurs, tels que Jules Massenet, Emmanuel Chabrier, Igor Stravinsky, Claude Debussy, Maurice Ravel et André Jolivet[réf. nécessaire].
Les accords musicaux faisaient l'objet pour lui d'une synesthésie avec les couleurs, ce qui a largement influencé son art, comme il en témoigne.

## Discographie partielle
Pour une discographie plus détaillée, voir les articles consacrés aux œuvres d'Olivier Messiaen.
- La Nativité du Seigneur, Le Banquet Céleste, Apparition de l'Église éternelle - Calliope, 1972 par Louis Thiry sur l'orgue Metzler de la cathédrale Saint-Pierre de Genève.
- Messe de la Pentecôte, Livre d'orgue - idem.
- L'Ascension, Les Corps glorieux - idem.

Ces trois disques, considérés comme « l'une des plus grandes réalisations de toute l'histoire du disque » (Paul Menier - Télérama), ont obtenu le grand prix du disque de l'Académie Charles-Cros 1973, ainsi qu'un diapason d'or. Olivier Messiaen écrivit à propos de cet enregistrement : 

« Louis Thiry est un extraordinaire organiste, virtuose accompli, musicien total, d'une mémoire et d'une adresse sans égales : on peut le classer parmi les héros de la musique ! Il a donné plusieurs exécutions prestigieuses de mes œuvres d'orgue les plus difficiles – notamment de ma Messe de la Pentecôte. Tous ceux qui ont entendu et tous ceux qui entendront Louis Thiry ne peuvent que l'admirer. »

- Quatuor pour la fin du Temps.

Si ce quatuor est une des partitions les plus accessibles d'Olivier Messiaen, c'est aussi l'une des plus émouvantes. Pour cette œuvre, composée au Stalag VIII-A de Görlitz, le musicien s'est inspiré d'une citation de l'Apocalypse de saint Jean :

« Je vis un ange plein de force, descendant du ciel, revêtu d'une nuée, ayant un arc-en-ciel sur la tête. Son visage était comme le soleil, ses pieds comme des colonnes de feu. Il posa son pied droit sur la mer, son pied gauche sur la terre, et, se tenant debout sur la mer et sur la terre, il leva la main vers le Ciel et jura par Celui qui vit dans les siècles des siècles, disant : « Il n'y aura plus de temps » ; mais au jour de la trompette du septième ange, le mystère de Dieu se consommera. »

L'œuvre a été composée pour le clarinettiste Henri Akoka, le violoniste Jean Le Boulaire et le violoncelliste Étienne Pasquier, détenus avec lui, et créée le 15 janvier 1941, quelques semaines avant la libération du compositeur. Olivier Messiaen disait lui-même ceci à propos de son quatuor : 

« Lorsque j'étais prisonnier, l'absence de nourriture me donnait des rêves colorés : je voyais l'arc-en-ciel de l'Ange, et d'étranges tournoiements de couleurs. Mais le choix de « l'Ange qui annonce la fin du Temps » repose sur des raisons beaucoup plus graves. […] Au nom de l’Apocalypse, on a reproché à mon œuvre son calme et son dépouillement. Mes détracteurs oublient que l’Apocalypse ne contient pas que des monstres et des cataclysmes : on y trouve aussi des silences d'adoration et de merveilleuses visions de paix. De plus, je n'ai jamais eu l'intention de faire une Apocalypse : je suis parti d'une figure aimée (celle de « l'Ange qui annonce la fin du Temps ») et j'ai écrit un quatuor pour les instruments (et instrumentistes) que j'avais sous la main, à savoir : un violon, une clarinette, un violoncelle, un piano. […] Dernière remarque. Mon Quatuor comporte huit mouvements. Pourquoi ? Sept est le nombre parfait, la création de six jours sanctifiée par le sabbat divin ; le sept de ce repos se prolonge dans l'éternité et devient le huit de la lumière indéfectible, de l'inaltérable paix. »

- Turangalîla-Symphonie
- Vingt Regards sur l'Enfant-Jésus par Roger Muraro : Double DVD réalisé par Stéphan Aubé et édité chez Accor / Universal Music Classic.

## Publications
- Vingt leçons d’harmonie : dans le style de quelques auteurs importants de « l’histoire harmonique » de la musique depuis Monteverdi jusqu’à Ravel, Paris : Alphonse Leduc, 1939, 53 p.
- Technique de mon langage musical, Paris : Alphonse Leduc, 1944, 112 p.
- Traité de rythme, de couleur et d’ornithologie : 1949-1992, Paris : Alphonse Leduc, 1994-2002, 7 vol.
- Conférence de Bruxelles, Paris : Alphonse Leduc, 1959, 16 p.
- Conférence de Notre-Dame, Paris : Alphonse Leduc, 1978, 15 p.
- Conférence de Kyoto, Paris : Alphonse Leduc, 1988, 14 p.
- Les 22 concertos pour piano de Mozart, Paris : Séguier, 1990.

## Prix et distinctions

### Décorations
- Grand-croix de la Légion d'honneur (1986)
- Grand-croix de l'ordre national du Mérite (1983)
- Commandeur de l'ordre des Arts et des Lettres (1980)
- Commandeur de l'ordre de la Couronne (Belgique, 1990)
- Commandeur de l'ordre de la Couronne de chêne (Luxembourg, 1982)
- Croix de commandeur de l'ordre du Mérite (Allemagne, 1980)

### Prix et reconnaissance artistique
- 1966 - Membre de l'Institut de France
- 1967 - Élu fauteuil n° 7 section V à l'Académie des beaux-arts
- 1969 - Prix Calouste Gulbenkian
- 1971 - Prix Érasme
- 1971 - Prix Sibelius de Wihuri
- 1975 - Prix Ernst-von-Siemens
- 1975 - Membre Associé de l'Académie royale des sciences, des lettres et des beaux-arts de Belgique
- 1978 - Médaille du Conseil canadien de la musique
- 1979 - Prix Bach de la Ville libre et hanséatique de Hambourg
- 1982 - Prix de la Wolf Foundation of the Arts (Jérusalem)
- 1985 - Prix de la Fondation Inamori (Kyoto)
- 1988 - Prix Paul VI

### Hommages
- Le 1er octobre 1981, une salle de musique portant son nom a été inaugurée dans l'ancienne chapelle du Couvent des Minimes de Grenoble[réf. souhaitée].
- l'astéroïde (11050) Messiaën, découvert en 1990[15] ;
- la rue Olivier-Messiaen, à Paris ;
- la place Oliver Messiaen et Claire Delbos (Époux et Musiciens Compositeurs) à Neussargues, devant le château Benoît où ils passèrent plusieurs vacances d'été
- 2008, année du centenaire de sa naissance, fut « l'année Messiaen », célébrée dans le monde entier : 600 concerts (dont 175 en France) ont été donnés dans 27 pays et 147 villes[réf. souhaitée].

### Œuvres dédiées à Olivier Messiaen
- Philippe Fénelon : Dans l'ombre du ciel pour 15 instrumentistes, commandé par le Festival de musique de Besançon pour les 70 ans de Messiaen en 1978 ; Salammbô, opéra, commande de l'Opéra national de Paris (1992-1996)
- Michèle Reverdy a composé plusieurs œuvres en hommage à Olivier Messiaen : Météores pour 17 instrumentistes, commandé par le Festival de musique de Besançon pour les 70 ans de Messiaen en 1978 ; Anacoluthes pour 7 instruments, composé pour le centenaire de sa naissance, commande de la BBK pour le L. I. M. (Laboratorio de Interpretacion Musical)
- Tristan Murail a composé une courte pièce pour piano, Cloches d'adieu, et un sourire... in memoriam Olivier Messiaen (1992)
- Tōru Takemitsu a composé une courte pièce pour piano, Rain Tree Sketch II (1992), dédiée à la mémoire de Messiaen.
- Didier Wampas, le chanteur du groupe Les Wampas, rend un hommage à Olivier Messiaen par un morceau homonyme de son album en solo, Comme dans un garage, accompagné des Bikini Machine, 2013.
- Louis Sauter a dédié à la mémoire d'Olivier Messiaen sa pièce Regard de l'Anniversaire (2012), une variation sur la chanson Happy Birthday to You en modes à transposition limitée.
- Un Hommage à Olivier Messiaen, œuvre du peintre Gérald Collot, est conservé au Musée de la Cour d'Or de Metz.
- Un hommage lui est consacré dans l'épisode 7 de la saison 3 de la série Mozart in the Jungle produite par Amazon Prime Video.
- Gérard Hilpipre a dédié à la mémoire de Messiaen sa pièce pour grand orchestre à vent Fragments de l'Apocalypse (1993)

### Fondation Olivier Messiaen
La Fondation Olivier Messiaen a été créée sous l'égide de la Fondation de France en 1995 par sa veuve, Yvonne Loriod. Cette fondation a pour mission de promouvoir l'œuvre d'Olivier Messiaen, de la faire rayonner et d'en défendre l'intégrité.
La Fondation Olivier Messiaen verse également des prix à de jeunes pianistes, dans le cadre du Concours Olivier Messiaen.

### Messiaen au pays de la Meije
Le Festival Messiaen au Pays de la Meije est un festival international de musique contemporaine créé en hommage à Olivier Messiaen. Il a lieu chaque été depuis 1998 à La Grave dans les Hautes-Alpes.

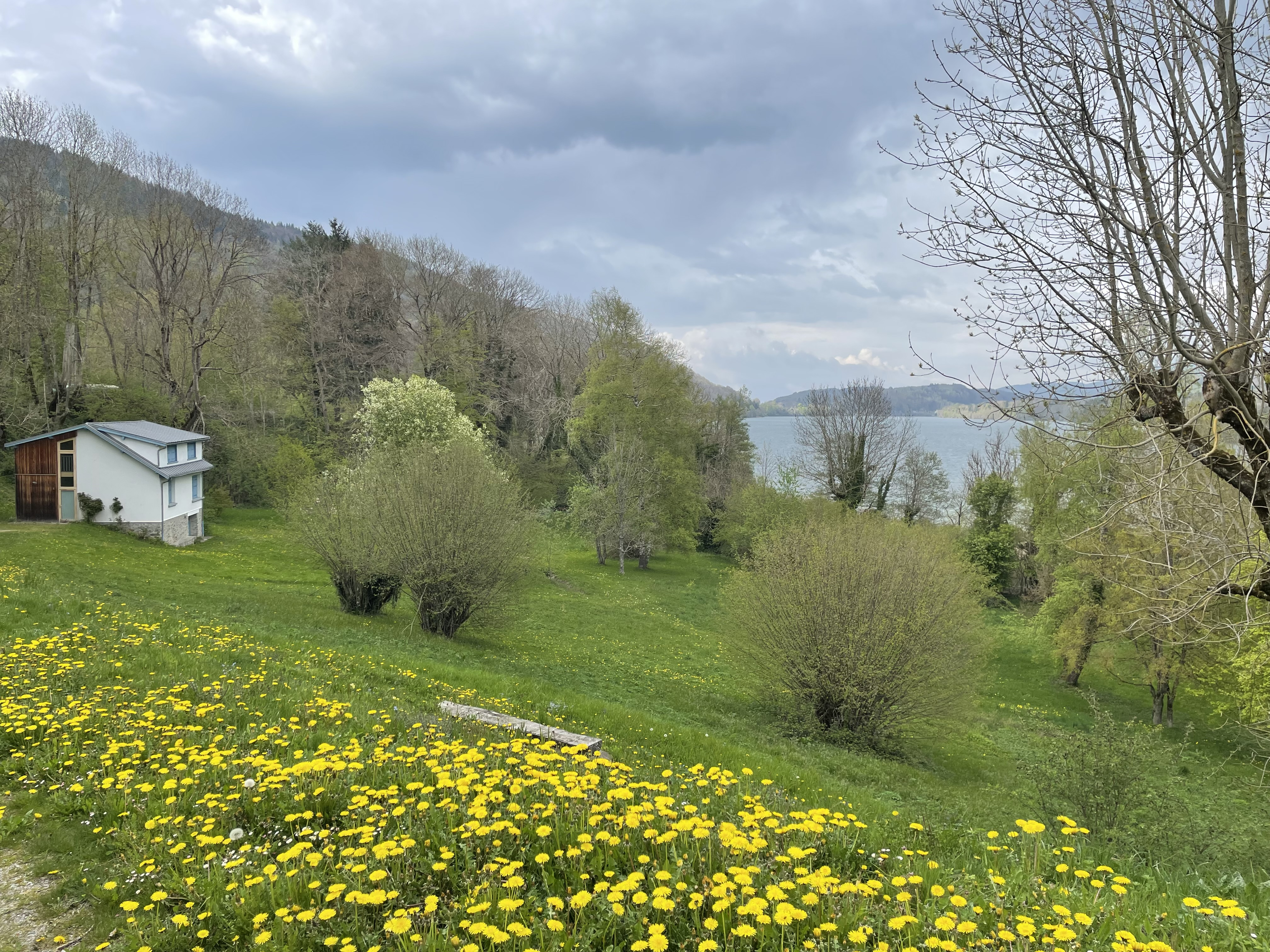
Maison de Messiaen à Pétichet au bord du lac de Laffrey (Isère)

### Maison Messiaen
En 1936, Claire et Olivier Messiaen avaient acquis une maison dans le hameau de Pétichet, au bord du Grand lac de Laffrey, où le compositeur écrivit de nombreuses œuvres. En 2016, cette maison fut transformée en établissement pour les artistes, d'après le testament de Messiaen. Dorénavant propriété de la Communauté de commune de la Matheysine, elle est ouverte au public aussi, avec les événements et l'exposition.

#### En français
- Martine Cadieu, À l’écoute des compositeurs. Entretiens, 1961-1974, (Igor Stravinsky, Luciano Berio, Pierre Boulez, Olivier Messiaen, Iannis Xenakis), Paris, Éditions Minerve, 1992, 283 p.
- Pascal Arnault, Messiaen… Les sons impalpables du rêve, Lillebonne : Millénaire III, 1997, 187 p.
- Philippe Olivier, Messiaen ou la lumière, Paris, Hermann, 2008, 194 p.
- Yves Balmer : Comment compose Messiaen ? Analyse et critique génétique des Visions de l’Amen d’Olivier Messiaen, mémoire de recherche en analyse au Conservatoire de Paris (CNSMDP), sous la dir. de Michaël Levinas, 2008, 112 p. ; Édifier son œuvre : genèse, médiation, diffusion de l’œuvre d’Olivier Messiaen, thèse de doctorat, Université Charles-de-Gaulle Lille 3, 2008, 3 vol. ; Yves Balmer et Anne-Sylvie Barthel-Calvet, Article bibliographique : compte-rendu de l’ensemble des ouvrages parus pendant l’année du centenaire Messiaen, 2008, 1re partie : 6 ouvrages, Revue de musicologie, 2009, vol. 95, no 1, p. 239-250
- Yves Balmer, Thomas Lacôte et Christopher Brent Murray, Le modèle et l'invention: Olivier Messiaen et la technique de l'emprunt, Symétrie, Lyon, 2017, 617 p.
- Jean Boivin : La Classe de Messiaen. Historique, reconstitution, impact, thèse de doctorat sous la direction de Jean-Jacques Nattiez, Université de Montréal, 1992, 3 vol. ; La Classe de Messiaen, Paris : Claude Bourgois, coll. Musique, passé, présent, 1995, 482 p. ; Anne Bongrain, dir. Messiaen 2008 : Messiaen au Conservatoire : contributions du Conservatoire national supérieur de musique et de danse de Paris aux célébrations de la naissance d'Olivier Messiaen, Paris : CREC, 2008, 288 p.
- Siglind Bruhn, Les Visions d’Olivier Messiaen, Paris, L’Harmattan, 2008, 346 p.
- Antoine Goléa, Rencontres avec Olivier Messiaen, Paris, Juilliard, 1961, 285 p.
- Serge Gut, Le groupe Jeune France. Yves Baudrier, Daniel-Lesur, André Jolivet, Olivier Messiaen. Paris, Honoré Champion, 1977, 158 p.
- Harry Halbreich : Olivier Messiaen, Paris, Sacem-Fayard, 1980, 532 p. ; L’Œuvre d’Olivier Messiaen, Paris, Fayard, 2008, 595 p.
- Dominique Hausfater : La Bibliothèque de Messiaen léguée au Conservatoire, dans Anne Bongrain, op. cit., 2008, p. 89-114.
- Peter Hill et Nigel Simeone, Olivier Messiaen, traduit de l’anglais par Lucie Kayas, Paris, Fayard, 2008, 592 p.
- Lucie Kayas, Chronique d’une carrière d’enseignant exceptionnelle, dans Anne Bongrain, op. cit., 2008, p. 9-23.
- Olivier Latry et Loïc Mallié, L’Œuvre d’orgue d’Olivier Messiaen : œuvres d’avant-guerre, Stuttgart, Carus-Verlag, 2008, 252 p.
- Catherine Lechner-Reydellet, Messiaen : l’empreinte d’un géant, Paris, Séguier, 2008, 369 p.
- Marie-Anne Lescourret, Musique et Messianisme, in Galliano Ciliberti (a cura di), La musica ricercata. Studi d'una nuova generazione di musicologi pugliesi, Bari, Florestano Edizioni, 2016, p. 127-140,  (ISBN 978-88-99320-20-1).
- Jürgen Maehder, Olivier Messiaen au seuil de la musique sérielle ─ ordre numérique et création, in: Carlo Ossola (éd.), Création, Renaissance, ordre du monde, Torino (Nino Aragno Editore) 2012, p. 191–202.
- Pierrette Mari, Olivier Messiaen, Paris, Seghers, coll. "Musiciens de tous les temps", 1965, 192 p.
- Brigitte Massin, Olivier Messiaen : une poétique du merveilleux, Aix, Alinéa, 1989, 232 p.
- Alain Perier, Olivier Messiaen, Paris, Seuil, coll. Microcosme. Solfèges, 1979, 191 p.
- Michèle Reverdy : L’œuvre pour piano d’Olivier Messiaen, Paris, Leduc, coll. Au-delà des notes 1978, 100 p. ; L’œuvre pour orchestre d’Olivier Messiaen, Paris, Leduc, 1988, 183 p.
- Rebecca Rischin, Et Messiaen composa… : genèse du « Quatuor pour la fin du temps », trad. E. Akoka et G. Marlière, Paris, Ramsay, coll. L’Indicible 2006 (éd. orig. For the end of time : the story of the Messiaen Quartet, 2003), 249 p.
- Claude Rostand, Olivier Messiaen, Paris, Ventadour, coll. Musiciens d’aujourd’hui, 1957, 47 p.
- Claude Samuel : Permanences d’Olivier Messiaen : Dialogues et commentaires, Paris, Actes Sud, 1999, 484 p. ; Entretiens avec Olivier Messiaen, Paris, Pierre Belfond, coll. Entretiens, 1967, 239 p.
  - Gaëtan Puaud, Olivier Messiaen, collection horizons n°77, Paris, bleu nuit éditeur, 2021, 176 p.  (ISBN 9782358840989)

#### En anglais
- Julian Anderson, Messiaen and the notion of influence, Tempo 63, 2009, p. 2-18.
- Yves Balmer et Anne-Sylvie Barthel-Calvet, Religious literature in Messiaen’s personnal library, dans Messiaen the theologian, Andrew Shenton, dir., Aldershot : Ashgate, 2010, p. 15-28.
- Vincent P. Benitez,
  - A Creative Legacy: Messiaen as Teacher of Analysis, College Music Symposium 40 (2000): 117–139.
  - Pitch Organization and Dramatic Design in Saint François d’Assise of Olivier Messiaen, PhD diss., Bloomington: Indiana University, 2001, 462 p.
  - Simultaneous Contrast and Additive Designs in Olivier Messiaen’s Opera Saint François d’Assise, Music Theory Online 8.2 (August 2002). http://mto.societymusictheory.org/
  - Aspects of Harmony in Messiaen's Later Music: An Examination of the Chords of Transposed Inversions on the Same Bass Note, Journal of Musicological Research 23, no. 2 (2004): 187–226.
  - Narrating Saint Francis's Spiritual Journey: Referential Pitch Structures and Symbolic Images in Olivier Messiaen's Saint François d'Assise, dans Poznań Studies on Opera, 2004, 363–411.
  - Olivier Messiaen: A Research and Information Guide, New York and London : Routledge, 2008, 352 p.
  - Olivier Messiaen: A Research and Information Guide, 2nd ed. New York and London : Routledge, 2018, 382 p.
  - Messiaen as Improviser, Dutch Journal of Music Theory 13, no. 2 (2008): 129–144.
  - Reconsidering Messiaen as Serialist, Music Analysis 28, nos. 2–3 (2009): 267–299.
  - Messiaen and Aquinas, dans Messiaen the Theologian, Andrew Shenton, dir., Aldershot : Ashgate, 2010, p. 101–126.
  - Olivier Messiaen's Opera, Saint François d'Assise. Bloomington, IN : Indiana University Press, 2019, 328 p.
- Lilise Boswell-Kurc, Olivier Messiaen’s Religious Wartime Works and their Controversial Reception in France (1941-46), PhD, New York University, 2001, 529 p.
- Siglind Bruhn
  - Messiaen’s Language of Mystical Love, New York : Garland, 1998, 271 p.
  - Messiaen’s Explorations of Love and Death, Hillsdale (NY) : Pendragon Press, 2008, 288 p.
  - Messiaen's Interpretations of Holiness and Trinity: Echoes of Medieval Theology in the Oratorio, Organ Meditations, and Opera, Hillsdale (NY) : Pendragon Press, 2008, 230 p.
  - Messiaen's Contemplations of Covenant and Incarnation, Hillsdale (NY) : Pendragon Press, 2008, 296 p.
- (en) Melody Chan, A Study of Influence, Structure, and Performance in Messiaen's Préludes (1928-29) (thèse de doctorat), Université de Toronto, 2015, 169 p. (lire en ligne).
- Christopher Dingle
  - The Life of Messiaen, Cambridge (Cambridge University Press) 2005.
  - Olivier Messiaen's Later Works: Structure and Technique, Aldershot (Ashgate) 2006.
  - Olivier Messiaen : Music, Art and Literature, edited by Christopher Dingle and Nigel Simeone, Aldershot (Hampshire) et Burlington (Vermont) : Ashgate, 2007, 358 p.
- Jennifer Donelson, Musical Technique and Symbolism in Noël from Olivier Messiaen’s Vingt regards sur l’Enfant-Jésus : a Defense of Messien’s Words and Music, Ann Arbor : UMI Dissertation Services, 2008, 100 p.
- Robert Fallon, Messiaen’s Mimesis : the Langage and Culture of the Bird Styles, PhD, University of California Berkeley, 2005.
- Paul Griffiths, Messiaen, Olivier, dans The New Grove Dictionary of Music and Musicians (Londres : Macmillan), Stanley Sadie et John Tyrell (éd.), 2001, vol. 16, p. 491.
- Peter Hill, The Messiaen Companion, Londres, Boston, Faber and Faber, Peter, éd. 1995, 581 p.
- Peter Hill et Nigel Simeone,
  - Olivier Messiaen, New Haven, Lonres, Yale University Press, 2005, XII-435 p.
  - Olivier Messiaen : Oiseaux exotiques, Aldershot, Ashgate, 2007, 128 p.
- Madeleine Hsu, Olivier Messiaen, the Musical Mediator : a Study of the Influence of Liszt, Debussy and Bartók, Madison, Teaneck, Fairleigh Dickinson University Press, Londres, Associated university presses, 1996, 183 p.
- (en) John M. Lee, « Harmony in the Solo Piano Works of Olivier Messiaen: The First Twenty Years », College Music Symposium, vol. 23, no 1,‎ printemps 1983, p. 65-80 (JSTOR 40374163).
- Roger Nichols, Messiaen, Londres, Oxford University Press, coll. Oxford Studies of composers, 1975. 79 p.
- Matthew Schellhorn, « Les noces » and « Trois petites liturgies » : an assessment of Stravinsky’s influence on Messiaen, dans Dingle et Simeone, op. cit., 2007, p. 39-61.
- Andrew Shenton,
  - Olivier Messiaen’s System of Signs, Aldershot, Ashgate, 2008, 196 p.
  - Messiaen The Theologian, Aldershot, Ashgate, 2010, 290 p.
- Nigel Simeone,
  - Olivier Messiaen : A bibliographical catalogue of Messiaen’s works : first editions and first performances, Tutzing, Hans Schneider, 1998, XIX-249 p.
  - « Bien cher Félix… » : Letters from Olivier Messiaen and Yvonne Loriod to Félix Aprahamian, éd. Nigel Simeone, Cambridge, Mirage Press, 1998, 55 p.
- Richard Taruskin, Sacred Entertainments, in: Cambridge Opera Journal 15/2003, p. 109–126.
- Sander Van Maas, The Reinvention of Religious Music : Olivier Messiaen's Breakthrough Toward the Beyond, New York, Fordham University Press, 2009, XI-229 p.

#### En allemand
- Siglind Bruhn, Musikalische Symbolik in Olivier Messiaens Weihnachtsvignetten. Hermeneutisch-analytische Untersuchungen zu den »Vingt regards sur l'Enfant-Jésus«, Frankfurt/Bern/New York (Peter Lang) 1998.
- Beate Carl, Olivier Messiaens Orchesterwerk »Des canyons aux étoiles«. Studien zu Struktur und Konnex, Kassel etc. (Bärenreiter) 1992.
- Theo Hirsbrunner, Olivier Messiaen. Leben und Werk, Laaber (Laaber) 1988, 2ième édition 1999.
- Theo Hirsbrunner, Deutsches und französisches Musikdenken am Beispiel von Schönberg und Messiaen, in: Archiv für Musikwissenschaft 55/1998, pp. 72-86.
- Dietrich Kämper, Olivier Messiaen und die musikalische Avantgarde der fünfziger Jahre. Zur Rezeption der Etüde »Mode de valeurs et d'intensités«, in: Christoph von Blumröder (éd.), Kompositorische Stationen des 20. Jahrhunderts. Debussy, Webern, Messiaen, Boulez, Cage, Ligeti, Stockhausen, Höller, Bayle, Münster (LIT Verlag) 2004, pp. 24-34.
- Stefan Keym, Farbe und Zeit ─ Untersuchungen zur musiktheatralen Struktur und Semantik von Olivier Messiaens »Saint François d'Assise«, Hildesheim (Olms) 2002.
- Stefan Keym/Peter Jost (éds.), Olivier Messiaen und die »französische Tradition«, Köln (Dohr) 2013.
- Jürgen Maehder, Orchesterbesetzung und Klangfarbendisposition in Olivier Messiaens Orchesterwerken, in: Walter Kläy/Ivana Rentsch/Arne Stollberg (éds.), Dialoge und Resonanzen ─ Musikgeschichte zwischen den Kulturen. Theo Hirsbrunner zum 80. Geburtstag, München (text + Kritik) 2011, pp. 225-237.
- Aloyse Michaely, Die Musik Olivier Messiaens. Untersuchungen zum Gesamtschaffen, Hamburg (Dieter Wagner) 1987.
- Aloyse Michaely, Olivier Messiaens »Saint François d'Assise«. Die musikalisch-theologische Summe eines Lebenswerkes, Frankfurt (Stroemfeld) 2006.
- Thomas Daniel Schlee/Dietrich Kämper (éds.), Olivier Messiaen, La cité céleste ─ das himmlische Jerusalem, Köln (Wienand) 1998.
- Klaus Schweizer, Olivier Messiaen, »Turangalîla«-Symphonie, »Meisterwerke der Musik«, vol. 32, München (Fink) 1982.
- Julian Christoph Tölle, Olivier Messiaens, »Éclairs sur l'Au-Delà«. Die Christlich-Eschatologische Dimension des Opus Ultimum, Bern/Frankfurt/New York (Peter Lang) 1999.
- Christine Wassermann-Beirao/Thomas Daniel Schlee/Elmar Budde (éds.), La Cité céleste. Olivier Messiaen zum Gedächtnis, Berlin (Weidler) 2006.

#### Bases de données et dictionnaires
- Ressources relatives à la musique :   - International Music Score Library Project
  - AllMusic
  - Bayerisches Musiker-Lexikon Online
  - BRAHMS
  - Carnegie Hall
  - Discogs
  - Grove Music Online
  - Last.fm
  - MGG Online
  - MusicBrainz
  - Muziekweb
  - Rate Your Music
  - Répertoire international des sources musicales
  - Songkick
  - SoundCloud
- Ressources relatives à l'audiovisuel :   - AllMovie
  - Allociné
  - Filmportal
  - IMDb
- Ressources relatives au spectacle :   - Archives suisses des arts de la scène
  - Les Archives du spectacle
  - Kunstenpunt
- Ressources relatives aux beaux-arts :   - Académie des arts de Berlin
  - Académie des beaux-arts
  - AGORHA
- Ressources relatives à la recherche :   - Académie royale de Belgique
  - La France savante
  - Isidore
- Ressource relative à plusieurs domaines :   - Radio France
- Notices dans des dictionnaires ou encyclopédies généralistes :   - Britannica
  - Brockhaus
  - Den Store Danske Encyklopædi
  - Deutsche Biographie
  - Dictionnaire biographique du lycée Clemenceau
  - Enciclopedia italiana
  - Enciclopédia Itaú Cultural
  - Gran Enciclopèdia Catalana
  - Hrvatska Enciklopedija
  - Internetowa encyklopedia PWN
  - Larousse
  - Nationalencyklopedin
  - Munzinger
  - Store norske leksikon
  - Treccani
  - Universalis
- Notices d'autorité :   - VIAF
  - ISNI
  - BnF (données)
  - IdRef
  - LCCN
  - GND
  - Italie
  - Japon
  - CiNii
  - Espagne
  - Belgique
  - Pays-Bas
  - Pologne
  - Israël
  - NUKAT
  - Catalogne
  - Suède
  - Australie